# Iolaos

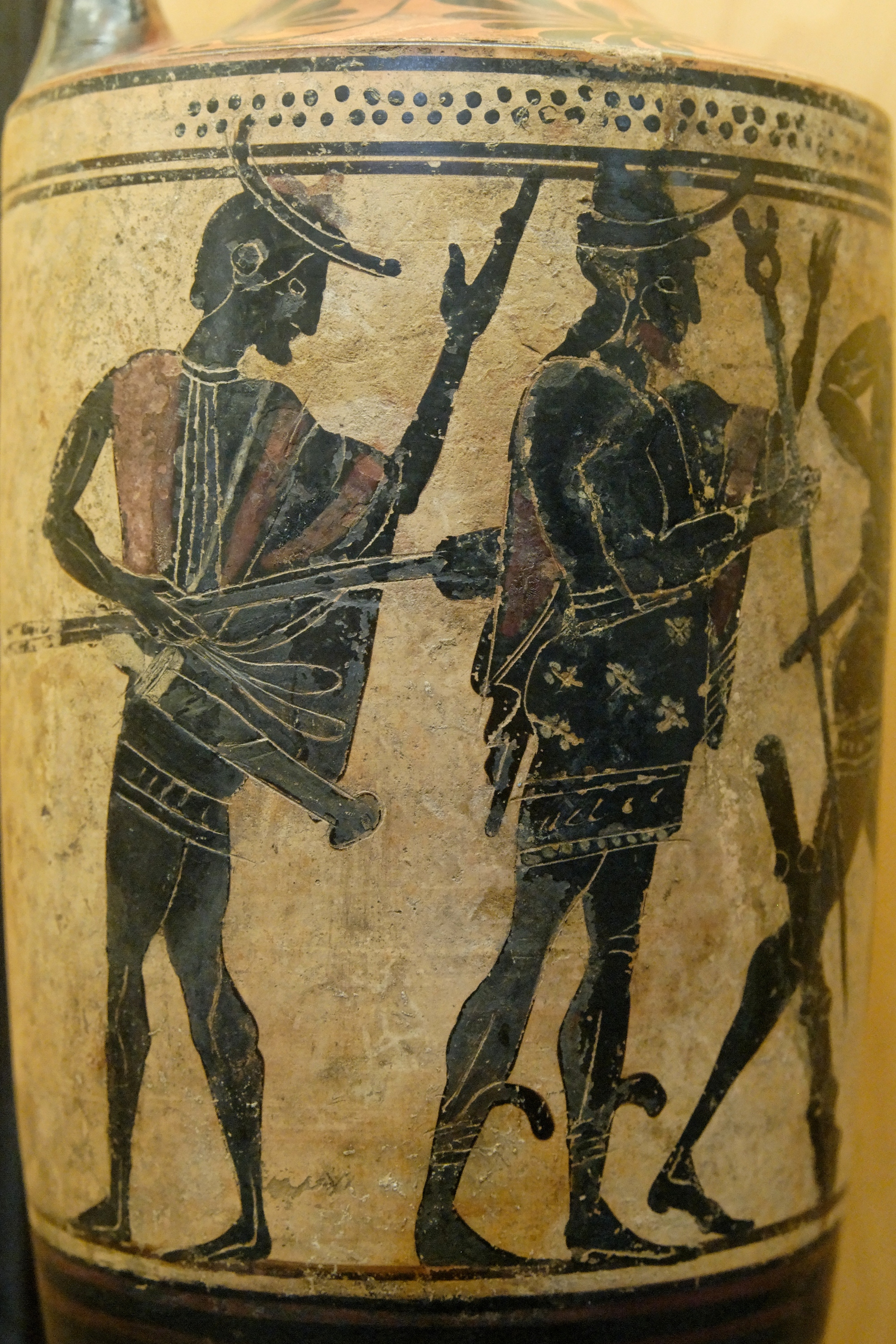
Iolaos hält die Pfeile von Herakles. Attisch-schwarzfiguriger Lekythos. Edinburgh-Maler, um 500 v. Chr.

Iolaos (altgriechisch Ἰόλαος Iólaos) ist in der griechischen Mythologie der Sohn des Iphikles und der Automedusa und Neffe des Herakles. In manchen Versionen ist er auch sein jüngerer Bruder. Er ist Gefährte und Wagenlenker des Herakles.
Er nahm an der kalydonischen Jagd auf den wilden Eber und am Argonautenzug teil. Er half Herakles bei verschiedenen seiner zwölf Arbeiten, besonders beim Kampf gegen die Hydra.
Er gewann als Wagenlenker die Olympischen Spiele und war nach Herakles’ Tod, zu dessen Andenken er einen Grabhügel errichtete, der Beschützer und Berater seiner Kinder. Bei ihrer Verteidigung gegen Eurystheus fiel er.
Euripides und Plutarch beschreiben ihn als Geliebten des Herakles. Herakles gab Iolaos seine Ex-Frau Megara zur Gattin, nachdem er im Wahnsinn ihre drei gemeinsamen Kinder getötet hatte.
Ihm zu Ehren feierte man in Theben die Iolaeia mit Opfern und Pferderennen.

## Im Fernsehen
Iolaos gehört zu den Hauptfiguren in den Fernsehserien Hercules und Der junge Hercules. Er wird dabei von Michael Hurst bzw. Dean O’Gorman dargestellt.